# Barış Özbek
Barış Özbek (* 14. September 1986 in Castrop-Rauxel) ist ein deutscher ehemaliger Fußballspieler.

## Karriere als Spieler
Der Mittelfeldspieler wuchs gemeinsam mit seinen Brüdern Sencer und Ufuk in seiner Geburtsstadt Castrop-Rauxel auf. In seiner Jugend spielte Özbek bei den Bochumer Stadtteilvereinen SG Wattenscheid 09 und DJK TuS Hordel sowie bei Blau-Gelb Schwerin, ehe er 2003 in die Jugendmannschaft von Rot-Weiss Essen wechselte. Ab dem Jahr 2005 spielte er in der ersten Mannschaft von RW Essen, mit der ihm 2006 der Aufstieg in die 2. Bundesliga gelang. Baris Özbek und sein Essener Teamkollege Serkan Calik einigten sich nach Vertragsende in Essen mit Galatasaray Istanbul auf ein Engagement zur Spielzeit 2007/08. In Essen absolvierte Barış Özbek insgesamt 13 Spiele in der Regionalliga Nord und 25 Spiele in der 2. Bundesliga. Des Weiteren hat er während seiner Essener Zeit ein DFB-Pokal-Spiel bestritten.
Bei Galatasaray Istanbul konnte sich Özbek sofort einen Stammplatz erkämpfen und kam in der Saison 2007/08 auf 30 Einsätze in der türkischen Süper Lig, zwei Spiele in der UEFA-Pokal-Qualifikation und sechs UEFA-Pokal-Einsätze.
Sein Vertrag mit Galatasaray Istanbul endete am 31. Mai 2011 und wurde nicht verlängert. Özbek wechselte ablösefrei zu Trabzonspor. Jedoch zog er sich Mitte Juni einen Kreuzbandriss zu und konnte in der Hinrunde nicht eingesetzt werden. Insgesamt kam er dort auf neun Spiele.
Ende Januar 2013 wechselte er zurück nach Deutschland zum Zweitligisten 1. FC Union Berlin, wo er einen Vertrag bis Ende Juni 2016 unterschrieb. Bereits in seinem ersten Spiel für Union gelang ihm ein Tor. Zum Saisonende 2013/14 erhielt er vom Verein die Freigabe, da er die in ihn gesetzten Erwartungen nicht erfüllte, wurde nach einem Trainerwechsel jedoch wieder in den Kader aufgenommen. Im Januar 2015 einigte er sich mit Union Berlin auf eine vorzeitige Vertragsauflösung und verließ diesen Klub nach zweijähriger Zugehörigkeit.
Özbek wechselte im Frühjahr 2015, wenige Tage nach seinem Abschied von Union Berlin, wieder in die Türkei und heuerte dieses Mal beim Zweitligisten Kayserispor an. Mit diesem Klub erreichte er die Zweitligameisterschaft und damit den direkten Wiederaufstieg in die Süper Lig. Ein  Jahr später – im Februar 2016 – wechselte er zurück nach Deutschland zum MSV Duisburg, mit dem er am Ende der Saison in die 3. Liga abstieg. Am 7. Dezember 2016 erhielt er im Spiel bei den SF Lotte nach einem Schubser die rote Karte. Als sein Kontrahent nach einer Berührung durch Özbek erneut zu Boden ging, trat er ihm auf die Wade und schlug anschließend auf dem Weg in die Kabine noch zwei Spielern von Lotte ins Gesicht. Özbek erhielt dafür vom DFB-Sportgericht acht Spiele Sperre.
Am 29. November 2017 löste Özbek seinen Vertrag auf. Im Januar 2019 heuerte er beim türkischen Drittligisten Fatih Karagümrük SK an. Dort blieb er bis zum August 2020, 2021 beendete er als Spieler des TuS Bövinghausen seine aktive Karriere.

## Karriere als Trainer
Im Oktober 2023 übernahm Baris Özbek – Inhaber der A-Lizenz – als Trainer den westfälischen Oberligisten TuS Bövinghausen, einen Tag vorher hatte Christian Knappmann seinen Rücktritt erklärt. Mitte Dezember 2023 verließ Özbek den TuS Bövinghausen wieder.

## Erfolge
Mit Galatasaray Istanbul
- Türkischer Meister: 2008
- Türkischer Supercupsieger: 2008

Mit Kayserispor
- Tabellenfünfter der Süper Lig: 2013/14
- Meister der TFF 1. Lig und Aufstieg in die Süper Lig: 2014/15

Mit Fatih Karagümrük SK
- Play-off-Sieger der TFF 2. Lig und Aufstieg in die TFF 1. Lig: 2018/19
- Play-off-Sieger der TFF 1. Lig und Aufstieg in die Süper Lig: 2019/20